# Un signe dans le ciel
Un signe dans le ciel (The Sign in the Sky), parfois titrée Le Signe dans le ciel, est une nouvelle policière et fantastique d'Agatha Christie mettant en scène Harley Quinn et Mr Satterthwaite.
Initialement publiée en juin 1925 dans la revue The Police Magazine aux États-Unis, cette nouvelle a été reprise en recueil en 1930 dans The Mysterious Mr Quin au Royaume-Uni et aux États-Unis. Elle a été publiée pour la première fois en France en avril 1959 dans la revue Mystère magazine, puis dans le recueil Le Mystérieux Mr Quinn en 1969.

## Personnages
- M. Satterthwaite : sexagénaire, amateur d'énigmes policières.
- Harley Quinn : homme mystérieux.

## Publications
Avant la publication dans un recueil, la nouvelle avait fait l'objet de publications dans des revues :
- en juin 1925, aux États-Unis, dans la revue The Police Magazine[1] ;
- en juillet 1925, au Royaume-Uni, sous le titre « A Sign in the Sky », dans le no 245 de la revue The Grand Magazine[1] ;
- en septembre 1952, au Royaume-Uni, dans le no 1 (vol. 1) de la revue MacKill's Mystery Magazine[2] ;
- en janvier 1959, aux États-Unis, dans le no 182 (no 1, vol. 33) de la revue Ellery Queen's Mystery Magazine[3] ;
- en avril 1959, en France, dans le no 135 de la revue Mystère magazine[4] ;
- en décembre 2008, aux États-Unis, dans le no 12 (vol. 183) de la revue Alfred Hitchcock's Mystery Magazine[5].

La nouvelle a ensuite fait partie de nombreux recueils :
- en 1930, au Royaume-Uni et aux États-Unis, dans The Mysterious Mr Quin[1] (avec 11 autres nouvelles) ;
- en 1969, en France, dans Le Mystérieux Mr Quinn (avec 5 autres nouvelles) ;
- en 1991,  en France, sous le titre « Le Signe dans le ciel », dans Le Mystérieux Mr Quinn (réédition du recueil de 1969 reprenant la composition des recueils de 1930).

## Adaptation
- 2010 : pièce radiophonique diffusée dans l'émission Afternoon Readings de BBC Radio 4, avec Martin Jarvis[6].